# Sildpollnes kyrka

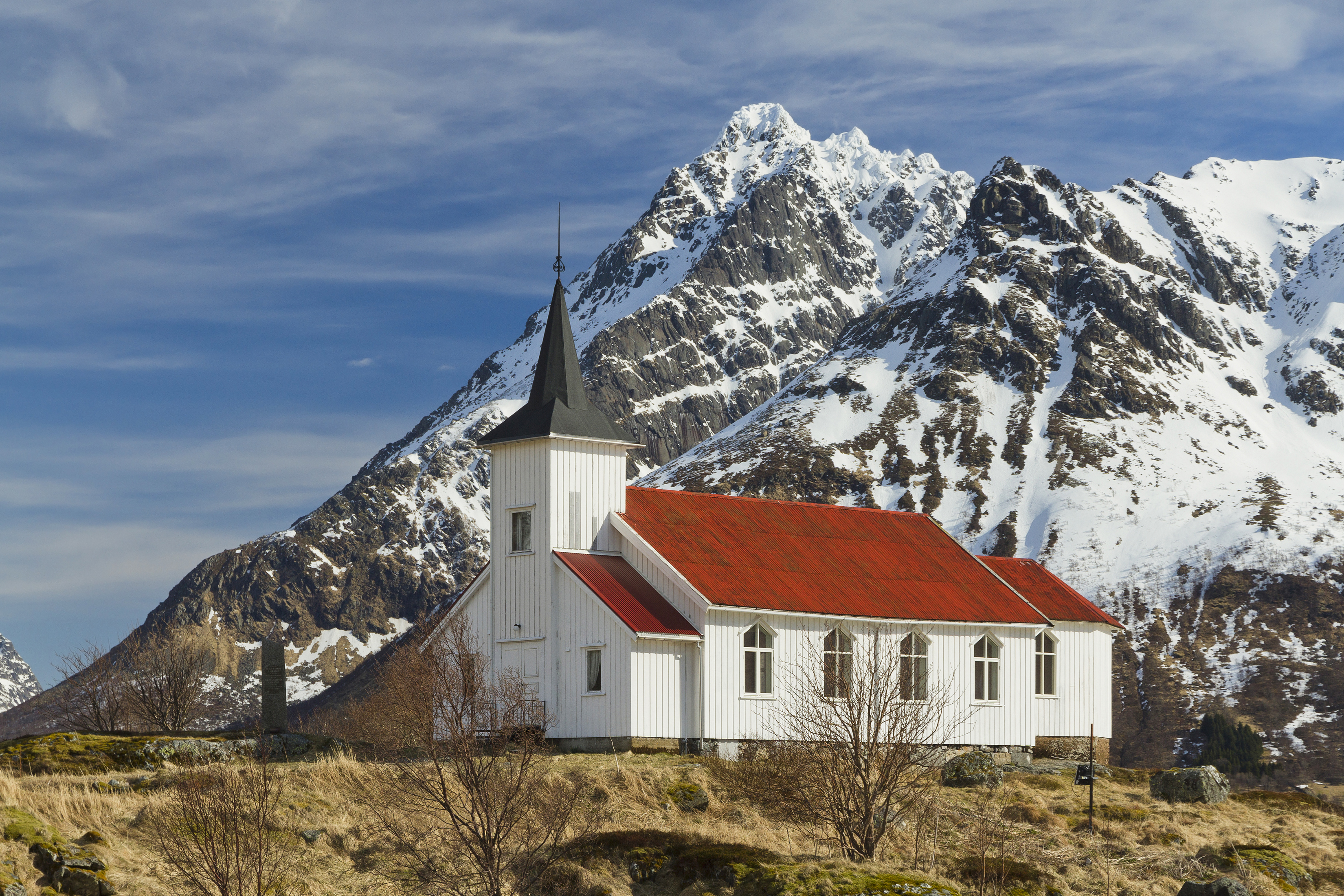
Sildpollnes kyrka.

Sildpollnes kyrka (norska: Sildpollnes kirke) är ett kapell i Norska kyrkan i Vågans kommun i Nordlands fylke, Norge. Det ligger på halvön Sildpollneset på ön Austvågøya. Det är ett annexkapell i Svolvær socken, som är en del av Lofoten prosti (dekanat) i Sør-Hålogalands stift. Det vita träkapellet byggdes i lågkyrklig stil 1891.
Kyrkan har ett mycket populärt läge för turister på grund av att den finns på en halvö mitt i en fjord med berg i bakgrunden. Den ligger mycket nära Europaväg E10, så den är lätt att ta sig till och fotografera.

## Historia
Den första kyrkobyggnaden i Sildpollnes uppfördes 1890-1891 som ett bönhus. Allt eftersom åren gick utvidgades kyrkan något 1924 och 1928, och den fick också ett torn. 1908 byggdes en kyrkogård i närliggande Kvalvik, så begravningar började hållas i Sildpollnes. Den 19 juni 1960 invigdes bönhuset som ett fullt annexkapell för församlingen. Biskop Hans Edvard Wisløff ledde invigningen. En orgel, dopfunt och altartavla installerades i kyrkan och gudstjänster, bröllop och konfirmationer började hållas i byggnaden.
Kyrkan ligger på en liten halvö som är omgiven av vatten på tre sidor. Innan kyrkan byggdes 1890 fick församlingen tillstånd att bygga en gångväg genom grannens privata egendom för att komma åt kyrkan. I över 100 år gällde detta avtal utan problem. 2015 stängdes kyrkan eftersom den dåvarande grannen vägrade att släppa igenom människor på sin fastighet för att nå kyrkan. Han sade att avtalet från 1890 endast omfattade fotgängare, inte bilar. Fallet var uppe i domstol en tid och 2018 gav Lofotens tingsrätt kyrkan rätt och tillät människor att använda uppfarten igen.